# Ángeles Egido León
Ángeles Egido León (Madrid, 1956) es una historiadora española, catedrática de Historia Contemporánea en la Universidad Nacional de Educación a Distancia (UNED).

## Trayectoria
Se licenció en Geografía e Historia, especialidad Historia Contemporánea, en la Universidad Complutense de Madrid y obtuvo su doctorado en la misma universidad en 1985 con una tesis sobre "Las ideas sobre política exterior durante la II República", dirigida por José María Jover Zamora, calificada con sobresaliente cum laude por unanimidad, y para cuya realización había obtenido una Beca de Formación de Personal Investigador del MEC. Obtuvo igualmente becas de la Universidad Internacional Menéndez Pelayo (1983), de la Fundación Cánovas del Castillo (1986) y de la Sociedad de Estudios Internacionales (1987). En 1980 inició su docencia en la UNED, en febrero de 1990 tomo posesión de la plaza de Profesora Titular y en junio de 2010 de la Cátedra de Historia Contemporánea, tras haber obtenido el Certificado de Acreditación Nacional (ANECA) en octubre de 2008.
Sus investigaciones se han centrado en el siglo XX en España, especialmente en el periodo de la Segunda República española, en Manuel Azaña y en  el exilio de 1939, especializándose después en la represión de posguerra desde una perspectiva de género y en la divulgación de la memoria histórica y democrática. Fue miembro fundador de la Cátedra Memoria Histórica Siglo XX, que dirigió Julio Aróstegui en la Universidad Complutense de Madrid  y actualmente imparte una asignatura de máster sobre el tema. 
En 2020 fue Comisaria de la Exposición: Azaña, intelectual y estadista, a los 80 años de su fallecimiento en el exilio, que inauguró el rey Felipe VI en la Biblioteca Nacional de España y se expuso sucesivamente en Alcalá, Granada, Zaragoza, Barcelona, París, Toulouse y Montauban y coordinadora general del Programa oficial conmemorativo auspiciado por el Ministerio de la Presidencia, Relaciones con las Cortes y Memoria Democrática del Gobierno de España. Es autora de una biografía de Manuel Azaña (1998), de la que se hizo una tercera edición revisada y actualizada en 2021.
Su interés por la historia de las mujeres quedó reflejado especialmente en su monografía "El perdón de Franco. La represión de las mujeres en el Madrid de la posguerra" (2009), una investigación pionera y novedosa, y en la dirección del Congreso internacional Franquismo y represión: una perspectiva de género (UNED, 2014), el primero de estas características que se organizó en España. También fue codirectora del Congreso internacional Mujeres en el exilio republicano de 1939, celebrado en 2019 en el Instituto Cervantes de Madrid. Ha participado en 16 proyectos de investigación sobre sus ámbitos de investigación y especialmente, en relación con las mujeres, en el proyecto HISMEDI, sobre Historia, Memoria y Sociedad Digital.
Ha sido Profesora invitada en la Universidad San Klemente de Ohrida, Sofía (Bulgaria), en la Pannon University de Veszprém y en la Universidad de Szeged (Hungría) y ha impartido cursos, seminarios y conferencias en diversas universidades españolas (Salamanca, Rovira Virgili, UCM, UC3M, Universidad Europea, UNEX, Valladolid, Alcalá, Zaragoza, La Rioja, Valencia, Las Palmas, Málaga, Cádiz, Córdoba, Granada..) y extranjeras (Université de Toulouse 2-Jean Jaurès, Saint Louis University, Universidad Nova de Lisboa, Tel-Aviv, Santiago de Chile, Bologna, Universidad Kapodistriaca de Atenas…).
Formó parte del Consejo de Redacción y del Consejo Asesor de "Historia del Presente" y de "Historia y Comunicación Social" y actualmente es miembro del Comité Científico de "Espacio, Tiempo y Forma" y del Consejo de Redacción de "Cuadernos Republicanos". Es miembro también del Comité asesor de la Colección Studia Malacitana de la Universidad de Málaga y del Comité científico de la Colección Historia de la editorial Sanz y Torres. Fue vocal Titular de la Comisión de Acreditación para el Cuerpo de Profesores Titulares de Universidad por la rama de Arte y Humanidades y perteneció al panel de expertos de ANECA para la misma rama. Ha sido vicepresidenta del Centro de Investigación y Estudios Republicanos (CIERE) desde 2001 hasta 2013. Fue miembro fundador de la Asociación para el Estudio de las Migraciones Ibéricas Contemporáneas (AEMIC), de la Comisión Española de Hª Relaciones Internacionales (CEHRI) y del Centro de Investigaciones Históricas de la Democracia (CIHDE). Es investigadora asociada e investigadora adscrita al Instituto de Historia Social UCM-Fundación Pablo Iglesias y miembro del Centro de Estudios de Género de la UNED.

## Obras
- 2025. Egido León, Á. y Balado Insunza, F.M., Un siglo de España (1923-2023). Madrid, Editorial Universitaria Ramón Areces. ISBN: 978-84-9961-463-2.
- 2021. Egido León, Á., Manuel Azaña. Entre el mito y la leyenda. Madrid, Guillermo Escolar Editor (3ª ed. revisada). ISBN: 978-84-18093-83-8.
- 2021. Egido, Á., Eiroa, M., Lemus, E y Santiago, M. (dirs.), Mujeres en el exilio republicano de 1939. Homenaje a Josefina Cuesta. Ministerio de la Presidencia, Secretaria de Estado para la Memoria Democrática, Madrid, ISBN: 978-84-7471-155-4.
- 2020. Egido León, Á. (ed.), Azaña: intelectual y estadista. A los 80 años de su fallecimiento en el exilio. Catálogo de la Exposición en la Biblioteca Nacional de España, Madrid (17 de diciembre de 2020-4 de abril de 2021). Madrid, Ministerio de la Presidencia. ISBN: 978-84-17265-16-8-ISBN: 978-84-7471-148-6. En 2021: segunda edición revisada, ISBN: 978-84-17265-17-5-ISBN: 978-84-7471-149-3.
- 2018. Egido Á. y Montes, J.J. (eds.), Mujer, franquismo y represión. Una deuda histórica. Madrid, Sanz y Torres, ISBN: 978-84-16466-63-4.
- 2017. Egido León, Á. (ed.), La II República y su proyección internacional. La mirada del otro. Madrid, Catarata, ISBN: 978-84-9097-351-6.
- 2017. Egido León, Á. (ed.), Cárceles de mujeres. La prisión femenina en la posguerra. Madrid, Sanz y Torres, ISBN: 978-84-16466-44-3.
- 2011.  Egido León, Á. y Fernández Asperilla, A. (eds.), Ciudadanas, militantes, feministas. Mujer y compromiso político en el siglo XX. Madrid, Eneida, ISBN: 978-84-92491-84-1.
- 2011. Avilés, J., Egido, Á. y Mateos, A., Historia Contemporánea de España desde 1923. Dictadura y democracia. (Con J. Avilés y A. Mateos). Madrid, CEURA,  ISBN: 13: 978-84-9961-037-5.
- 2009. Egido León, Á., El perdón de Franco. La represión de las mujeres en el Madrid de la posguerra. Madrid, Catarata, 2009, ISBN: 978-84-8319-462-1.
- 2007. Egido León, Á. y Núñez Díaz-Balart, M. (eds.), Republicanismo. Raíces históricas y presencia ética-cultural en la España de hoy (Con Mirta Núñez Díaz-Balart). Madrid, Biblioteca Nueva, ISBN: 978-84-9742-734-0.
- 2007. Egido León, Á. (ed.), Manuel Azaña. El hombre, el intelectual y el político. Madrid, Biblioteca Nueva, 2007, ISBN: 978-84-9472-727-2.
- 2006. Egido León, Á. (ed.), Republicanos en la memoria. Azaña y los suyos. Prólogo de Rafael Torres. Madrid, Eneida, 2006, ISBN: 84-95427-90-7.
- 2006. Egido León, Á. (ed.), Memoria de la II República. Mito y realidad. Madrid, Biblioteca Nueva, 2006, ISBN: 84-9742-552-9.
- 2005. Egido León, Á., Españoles en la II Guerra Mundial. Prólogo de Alfonso Guerra. Madrid, Editorial Pablo Iglesias, 2005, ISBN: 84-95886-14-6.
- 2004. Egido León, M.A., y Eiroa San Francisco, M. (eds.), Los grandes olvidados. Los republicanos de izquierda en el exilio. Madrid, CIERE,  ISBN: 84-609-0167-X.
- 2001.  Egido León, Á. (ed.), Azaña y los otros. Madrid, Biblioteca Nueva, 2001, ISBN: 84-7030-907-2.
- 2001. Egido León, Á. y Núñez Díaz-Balart, M. (eds.), El republicanismo español. Raíces históricas y perspectivas de futuro. Madrid, Biblioteca Nueva, 2001, ISBN: 84-7030-910-2.
- 2000. Egido León, Á., Francisco Urzaiz. Un republicano en la Francia ocupada. Vivencias de la Guerra y el Exilio. Madrid, Biblioteca Nueva, 2000, ISBN: 84-7030-847-5.
- 1998.  Egido León, Á., Manuel Azaña. Entre el mito y la leyenda. Valladolid, Junta de Castilla y León, 1998, ISBN: 84-7846-773-4.
- 1997. Historia Universal Contemporánea (Hipólito de la Torre y Víctor Morales Lezcano, coords.). Madrid, CEURA, ISBN: 84-8004-264-8.
- 1996. Alted, A., Egido Á., y Mancebo, M.F. (eds.), Manuel Azaña. Pensamiento y Acción. Madrid, Alianza Editorial, 1996, ISBN: 84-206-2859-X.
- 1996. Egido León, Á. (coord.), La Historia contemporánea en la práctica. Madrid, Centro de Estudios Ramón Areces, ISBN: 84-8004-200-1.
- 1995. Tusell, J., Egido León, Á., Martínez Segarra, R., Rivas Lara, L. y García Queipo de Llano, G., Historia del Mundo Contemporáneo. Madrid, Universitas, ISBN: 84-7991-026-7.
- 1992. Egido León, Á., Sepúlveda, I. y Vidal, F., Historia Universal. Siglo XIX. Barcelona, Editorial 92, Tomo IV, Vol. 1, ISBN: 84-87254-41-1.
- 1991. Tusell, J., Egido León, Á., Martínez Segarra, R., Rivas Lara, L. y García Queipo de Llano, G., Introducción a la Historia del Mundo Contemporáneo. Madrid, Universitas, ISBN: 84-7991-000-3.
- 1987. Tusell, J., Avilés, J., Egido, Á,  Cabezalí, E., Alted, A. y Gómez de las Heras, S., En torno a la guerra civil española. Madrid, Fundación Universitaria San Pablo, C.E.U., ISBN: 84-86792-00-2.
- 1987. Egido León, Á., La concepción de la política exterior española durante la II República. Madrid, UNED (Aula Abierta), ISBN: 84-362-2280-6.